# Yuki ga Futte Kita
 (novembre 2014).
Si vous disposez d'ouvrages ou d'articles de référence ou si vous connaissez des sites web de qualité traitant du thème abordé ici, merci de compléter l'article en donnant les références utiles à sa vérifiabilité et en les liant à la section « Notes et références ».
Singles de SMAP
Egao no GENKI
(11 novembre 1992) Zutto Wasurenai
(8 décembre 1992)
Pistes de SMAP 004
Egao no GENKI
Yuki ga Futte Kita (雪が降ってきた, trad. : De la neige qui tombe) est le sixième single du groupe masculin japonais SMAP, sorti en 1992.

## Informations
Le single sort le 11 décembre 1992 sous format mini-CD single de 8 cm et  atteint la 7e place[réf. nécessaire] des classements hebdomadaires des ventes de l'oricon. En outre, la chanson-titre porte sur le thème de l'hiver[réf. nécessaire] et des fêtes de fin d'année dont Noël, c'est en cette occasion que le single sort en période d'hiver, en fin d'année.
Le single contient la chanson-titre, la chanson face-B 100man no Kotoba et leurs versions instrumentales.
La chanson, écrite par Hiromi Mori, figurera sur le quatrième album du groupe SMAP 004, qui sort huit mois plus tard, en juiller 1993 sous une autre version pour l'album, tout comme la chanson Zutto Wasurenai qui sort en.tant que prochain single en mars de l'année suivante[réf. nécessaire]. Elle figurera sur certaines et prochaines compilations du groupe comme l'album de remix SMAP BOO en 1995, sur les compilations SMAP COOL et Smap Vest en 1995 et 2001 sous sa version originale, ainsi que dans l'autre compilation sortie en 2001, pamS, sous une nouvelle version (ballad)[réf. nécessaire].

## Formation
- Masahiro Nakai (leader) : chœurs
- Takuya Kimura : chant principal, chœurs
- Katsuyuki Mori : chant principal, chœurs
- Tsuyoshi Kusanagi : chœurs (pistes n°1 et 2)
- Goro Inagaki : chœurs (pistes n°1 et 2)
- Shingo Katori : chœurs (pistes n°1 et 2)

## Liste des titres
Toutes les paroles sont écrites par Hiromi Mori.
| 1. | Yuki ga Futte Kita (雪が降ってきた) | 5:20 |
| 2. | 100man no Kotoba (100万の言葉)      |      |
| 3. | Yuki ga Futte Kita (instrumental)   | 5:20 |
| 4. | 100man no Kotoba (instrumental)     |      |